# Rue Dubrunfaut
La rue Dubrunfaut est une voie située dans le quartier de Picpus du 12e arrondissement de Paris.

## Situation et accès

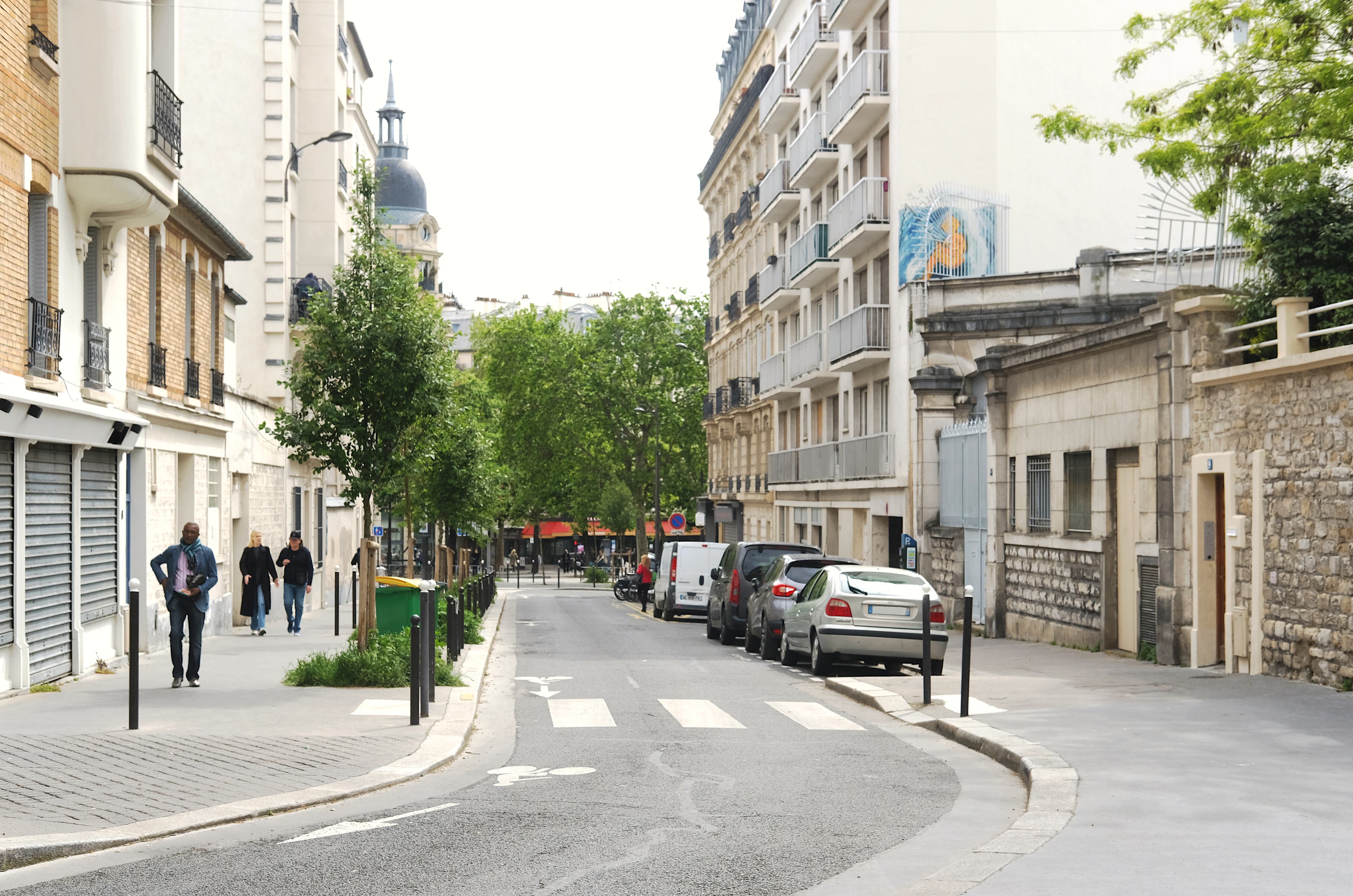
La rue Dubrunfaut en direction du boulevard de Reuilly.

La rue Dubrunfaut est accessible par la ligne de métro 6 à la station Dugommier.

## Origine du nom
Elle porte le nom du chimiste Augustin-Pierre Dubrunfaut (1797-1881), qui avait travaillé et vécu de nombreuses années dans le quartier de Bercy et de Picpus.

## Historique
Anciennement « rue des Quatre-Chemins » ouverte au XVIIe siècle, cette rue prend en 1884 sa dénomination actuelle, au moment de sa restructuration ayant abouti à la suppression de tout son tronçon nord qui la reliait à la rue de Reuilly avec l'ouverture, vers 1877, de la gare de Reuilly de la ligne de Vincennes.

## Bâtiments remarquables et lieux de mémoire
- La rue débouche sur le jardin de Reuilly et une entrée de la Promenade plantée.